# Катастрофа Як-40 в Усть-Куте
Катастрофа Як-40 в Усть-Куте — авиационная катастрофа, произошедшая пятничным вечером 17 декабря 1976 года у Усть-Кутского аэропорта. Самолёт Як-40К Братского ОАО авиакомпании «Аэрофлот» выполнял грузовой рейс по маршруту Усть-Кут — Киренск, но при взлёте из Усть-Кутского аэропорта лайнер начал раскачиваться. Экипаж оторвал самолёт от земли, но через минуту после взлëта начал снижаться и рухнул в тайгу на территории аэропорта и полностью разрушился. Погибли все находившиеся на его борту 7 человек — 4 пассажира и 3 члена экипажа.

## Самолёт
Як-40К с бортовым номером 88208 (заводской — 9631349, серийный — 49-13) был выпущен Саратовским авиационным заводом 23 апреля 1976 года и передан Министерству гражданской авиации, которое к 1 октября направило его в Братский авиаотряд (по другим данным — Киренский) Восточно-Сибирского управления гражданской авиации. Всего на момент катастрофы авиалайнер имел лишь 327 часов налёта и 348 посадок.

## Экипаж
Як-40 пилотировал экипаж из 245-го лётного отряда, в состав которого входили 3   человек:
- Командир воздушного судна (КВС) — Анатолий Григорьевич Скарга
- Второй пилот — Юрий Васильевич Ермак
- Бортмеханик — Виталий Александрович Гаврилов

Среди пассажиров также находились два авиатехника из того же авиаотряда.

## Катастрофа
17 декабря 1976 года Як-40К с бортовым номером СССР-88208 должен был выполнить грузовой рейс из Усть-Кута в Киренск, для перевозки 1200 кг промтоваров. Всего на борту находились 7 человек: 4 пассасжира и 3 члена экипажа, в салоне находились четыре пассажира: два авиатехника из авиаотряда, для обслуживания самолёта вне базы, а также две женщины — сопровождающие груз.
В Усть-Куте стояла безлунная ночь, на небе находились отдельные кучево-дождевые облака высотой 600 метров, дул юго-западный свежий ветер, позёмок, температура воздуха -36 °C и видимость 10 километров. С учётом времени загрузки, а также ожидания вылета, Як-40 простоял на перроне аэропорта 2 часа 50 минут. Всё это время экипаж, несмотря на мороз, не подогревал кабину. На момент получения разрешения на руление экипаж работал уже 10 часов 35 минут, поэтому руление производилось в спешке со скоростью 30—50 км/ч. Предвзлётная проверка также из-за спешки не была проведена полностью, и экипаж не заметил, что на левом (со стороны командира) высотомере барометрическое давление было занижено на 10 мм. рт.ст. по отношению к фактическому, что приводило к завышению высоты примерно на 100 метров, а стабилизатор на самом деле установлен на угол -6° вместо расчётных -3,6° (для данного взлётного веса и центровки). Взлёт выполнялся по магнитному курсу 300° с грунтовой ВПП и авиалайнер занял исполнительный старт в 350 метрах от её начала.
После получения разрешения на взлёт, в 19:39 (14:39 МСК) экипаж начал разгон. Когда самолёт при движении по неровностям полосы начало раскачивать, командир резко потянул штурвал «на себя», что с учётом завышенного угла установки стабилизатора привело к тому, что самолёт под углом атаки 15° взлетел при скорости 155—160 км/ч, вместо расчётной 185 км/ч. Не придав этому серьёзного значения, экипаж далее на высоте 100—120 метров начал убирать закрылки при скорости 210—220 км/ч, хотя по РЛЭ скорость для этого должна была быть на 20 км/ч выше, а заодно уменьшил угол тангажа (уменьшил угол подъёма носа), чтобы увеличить поступательную скорость. Так как взлёт производился в темноте в сторону тайги, где не было никаких визуальных ориентиров, да ещё в промёрзшей кабине, экипаж не увидел по другим приборам, что самолёт на самом деле уже начал снижаться под углом -5°, а неверное давление на высотомере командира создало у последнего ложное мнение о запасе высоты.
Увеличивая приборную скорость и теряя высоту, в 1500 метрах от торца ВПП и в 71 метре правее её оси в 19:40 Як-40 на высоте 11 метров (4 метра выше уровня аэродрома) врезался в деревья, после чего, теряя скорость, через 77 метров врезался в землю, полностью разрушился и загорелся. Прибывшие к месту падения спасательные службы нашли лишь ещё живого второго пилота, но через несколько часов он умер в больнице. Таким образом, в катастрофе погибли все 7 человек на борту.

## Причины
Причинами катастрофы комиссия назвала допущенные экипажем отклонения при подготовке к полёту, а также нарушения в технике пилотирования при взлете.